# Une tragédie américaine
Pour plus de détails, voir Fiche technique et Distribution.
Une tragédie américaine (An American Tragedy) est un film américain en noir et blanc réalisé par Josef von Sternberg, sorti en 1931.
Un remake sera tourné en 1951 : Une place au soleil, avec Elizabeth Taylor, Shelley Winters et Montgomery Clift.

## Synopsis
Issu d'une famille désargentée, Clyde est jaloux et frustré. Il est embauché dans une fabrique de vêtements par un oncle hautain. Il tombe amoureux de la douce et belle Roberta, qui tombe enceinte. Mais Clyde rencontre la riche et belle Sondra. Il veut la courtiser mais Roberta est un obstacle à son projet. Roberta qui ne sait pas nager.

## Fiche technique
- Titre : Une tragédie américaine
- Titre original : An American Tragedy
- Réalisation : Josef von Sternberg
- Scénario : Samuel Hoffenstein et Josef von Sternberg (non crédité) d'après le roman éponyme de Theodore Dreiser
- Société de production et de distribution : Paramount Pictures
- Photographie : Lee Garmes
- Cadreur : Paul Ivano (non crédité)
- Musique : John Leipold (non crédité)
- Décors : Hans Dreier
- Pays de production : États-Unis
- Format : noir et blanc - 1.20:1 - Son : Mono (Western Electric Noiseless Recording)
- Genre : drame
- Durée : 96 min
- Dates de sortie : 
  - États-Unis : 22 août 1931
  - France : 6 novembre 1931

## Commentaire
Le scénario d'un autre film, Une place au soleil réalisé en 1951 par George Stevens et qui a remporté six Oscars, a été écrit d'après le même roman de Theodore Dreiser.